# X-Ray Imaging and Spectroscopy Mission
Pour les articles homonymes, voir Hitomi.
XRISM acronyme de X-Ray Imaging and Spectroscopy Mission (auparavant XARM pour X-ray Astronomy Recovery Mission) est un télescope spatial à rayons X mous développé par l'agence spatiale japonaise JAXA et par la NASA. 
Il reprend une partie de l'instrumentation du télescope Hitomi qui s'était désintégré en mars 2016 peu après son lancement durant son déploiement sans avoir pu fournir une seule donnée scientifique. XRISM est placé en orbite le 7 septembre 2023 par une fusée H-IIA qui emporte également le petit atterrisseur lunaire SLIM.

## Contexte
À la suite de la destruction en mars 2016, peu après son lancement, du télescope spatial Hitomi, l'agence spatiale a décidé en juillet 2017 de développer son remplaçant. Hitomi devait assurer la transition entre les observatoires spatiaux dédiés au rayonnement X existant Chandra et XMM-Newton et le futur observatoire européen ATHENA dont le lancement est prévu en 2031. Hitomi comprenait deux ensembles instrumentaux et optiques, l'un pour le rayonnement X mou et l'autre pour le rayonnement X dur. XRISM se limitera à l'observation du rayonnement X mou car les responsables du projet ont considéré que le rayonnement dur était déjà pris en charge par l'observatoire spatial de la NASA NuSTAR. La NASA a accepté de reconduire sa participation à Hitomi en fournissant une copie du spectromètre dont le cout est compris selon l'agence spatiale américaine entre 70 et 90 millions €. L'Agence spatiale européenne contribue également en fournissant des équipements qui permettront au télescope de s’orienter correctement vers les cibles qu’il observe.

## Objectifs scientifiques

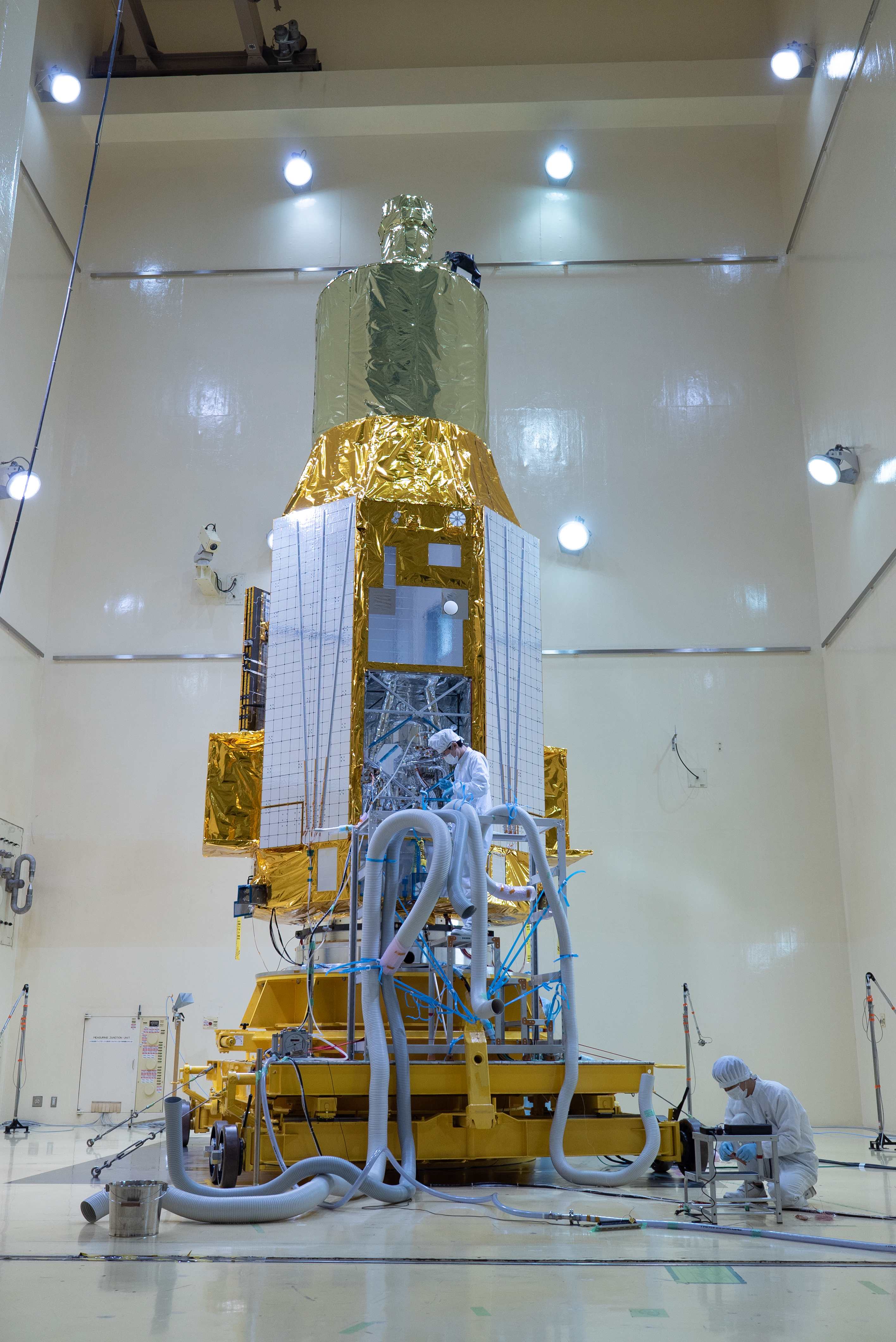
Le télescope subit des tests d'acoustique.

Les objectifs de la mission XRISM sont les suivants :
- Préciser comment se sont formées les grandes structures de l'univers. Qu'est-ce qui forme et maintient les groupes de galaxies en dépit des forces gravitationnelles : pression des gaz et turbulences et leur distribution spatiale ?
- Comment sont produits et distribués les objets célestes et l'énergie dans l'univers ?
  - Métallicité des supernovæ et de leurs rémanents
  - Dissipation des matériaux qui les composent. Vitesse des métaux  des rémanents des supernovæ  et accrétion et flux des noyaux galactiques actifs  et des galaxies.
- Nouvelle astrophysique à l'aide du spectromètre Resolve.

## Caractéristiques techniques
L'observatoire spatial XRISM est une version nettement allégée du télescope spatial Hitomi détruit peu après son lancement. L'observation du rayonnement X dur ne faisant plus partie du projet, deux des quatre télescopes embarqués sur Hitomi ainsi que les instruments associés sont supprimés. Hitomi comportait un banc optique déployé en orbite qui allongeait l'engin spatial de 6 mètres. Cette partie mobile, nécessaire pour le rayonnement X dur requérant une plus grande distance entre plan focal et optique, n'est pas reconduite sur XRISM. XRISM est constitué d'une structure cylindrique longue de 8 mètres et d'un diamètre maximum de 3 mètres. Les panneaux solaires une fois déployés en orbite portent son envergure à 8 mètres. Sa masse est de 2,3 tonnes.  L'observatoire spatial est stabilisé sur trois axes et son orientation est maintenue avec l'aide de roues de réaction. Les communications avec les stations terrestres se font en bande S (2 GHz) pour les télémesures et les commandes transmises par le centre de contrôle et en bande X (8 GHz) pour l'envoi des données scientifiques.

### Optique
XRISM dispose de deux télescopes identiques pour rayons X mous (0,3-12 keV)  SXT (Soft X-ray Telescopes) dont la conception est proche des télescopes XRT embarqués sur Suzaku. Il s'agit de télescopes Wolter de type I de 5,6 mètres de longueur focale composés de 203 coques en aluminium recouvertes d'une couche réfléchissante d'or. Chaque miroir est de forme conique et son épaisseur dépend de sa position dans l'optique : elle va en croissant en allant vers l'extérieur (152, 229 et 305 μm). Le diamètre externe de chaque télescope est de 45 centimètres. La superficie effective (réfection de 100 %) est de 560 centimètres carrés à 0,5 kiloélectron-volts et 425 centimètres carrés à 6 kiloélectron-volts. La résolution spatiale (HPD) est inférieure à 1,7 minutes d'arc. Chaque télescope est associé à un instrument : le télescope SXT-S concentre les rayons X collectés vers le spectromètre Xtend tandis que SXT-I dirige le rayonnement vers l'imageur Resolve.

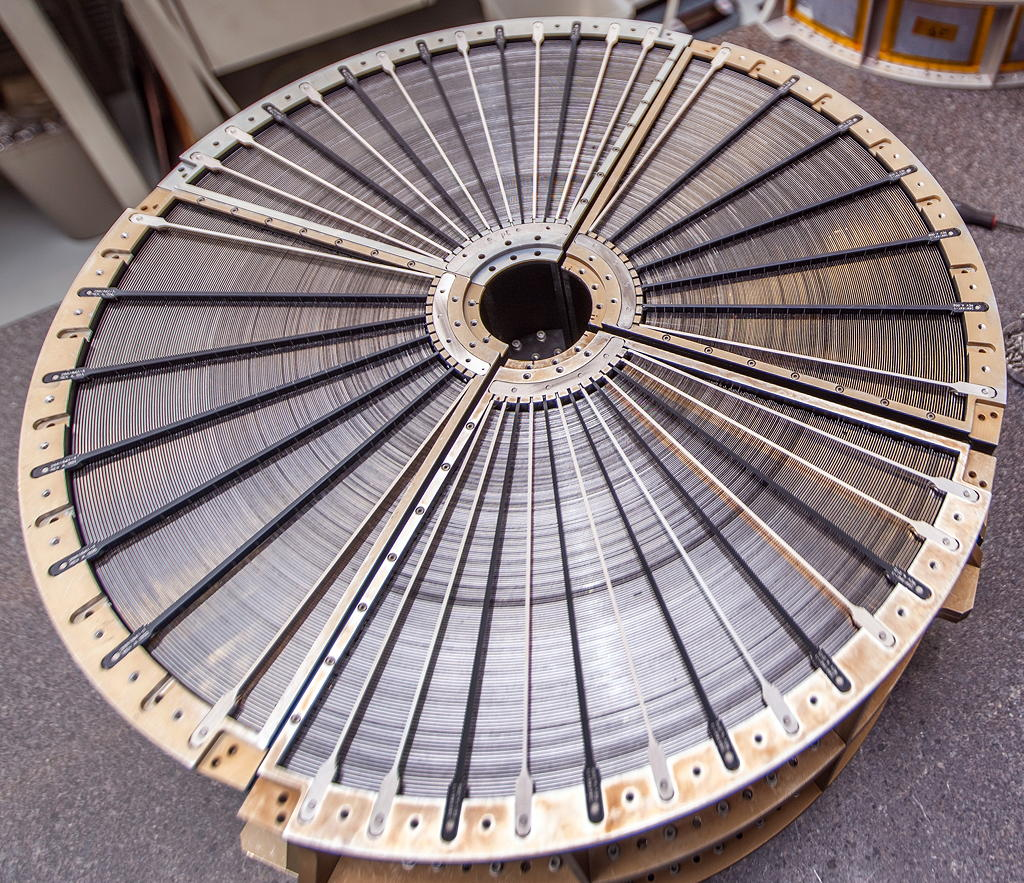
Le télescope Wolter est constitué de la superposition de 203 coques.
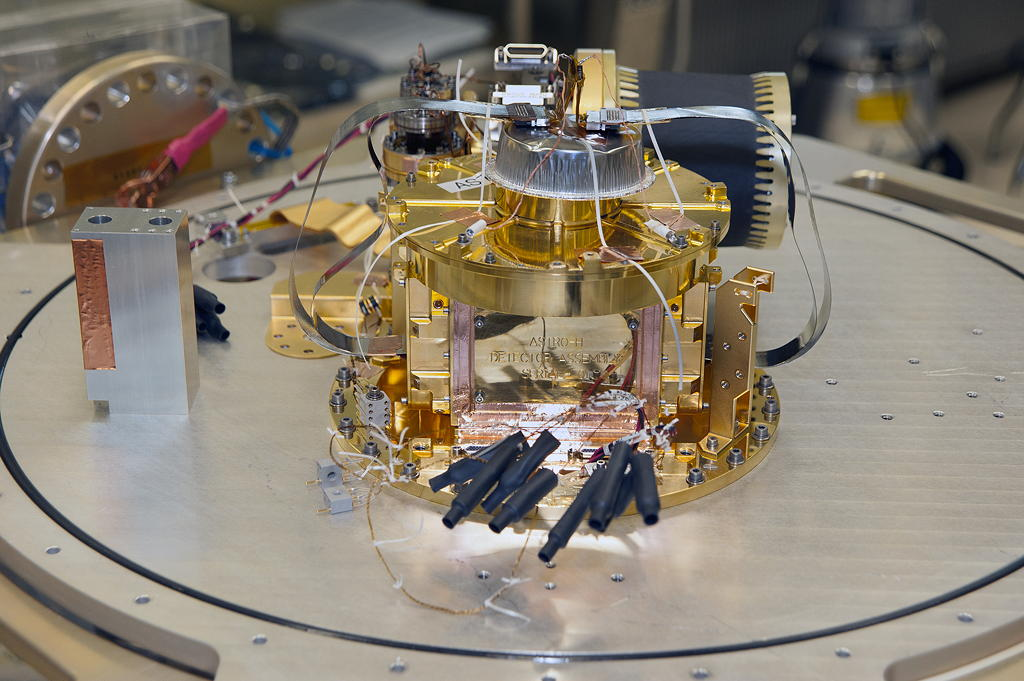
Calorimètre.
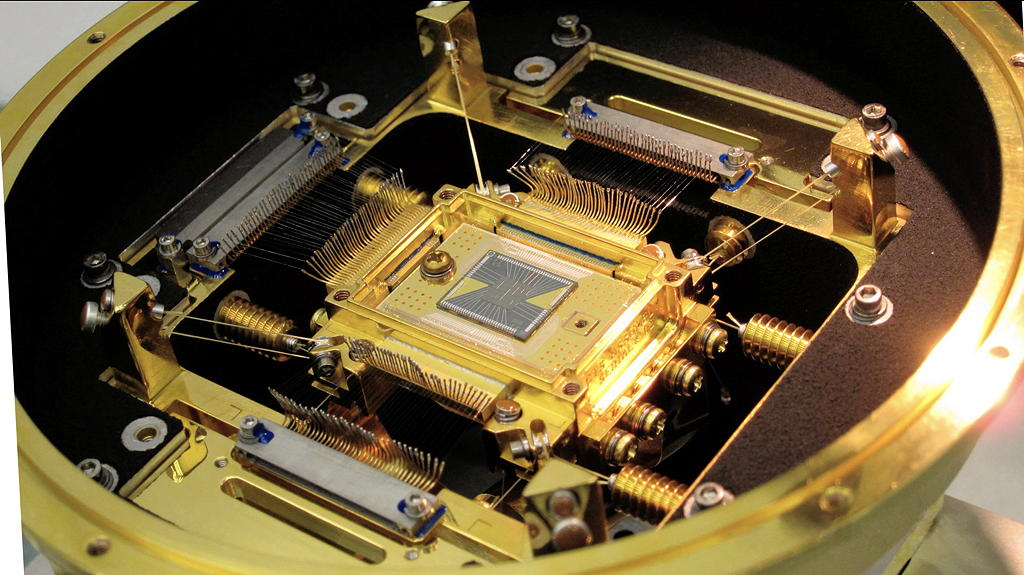
Détecteur CCD du calorimètre.

### Instruments
Le satellite emporte deux instruments Resolve et Xtend :
- Le spectromètre pour rayons X mous Resolve effectue des mesures dans la bande spectrale 0,3-12 keV avec une résolution spectrale de 5 à 7 eV. Le champ de vue est de 3 minutes d'arc. La résolution en énergie est remarquable sur l'ensemble de la bande spectrale avec une valeur inférieure à 7 eV à 6 keV. Le spectrographe non dispersif est optimisé aussi bien pour les sources observées ponctuelles (étoiles à neutrons) que pour les sources étendues (groupes de galaxies, restes de supernova). Le détecteur est un microcalorimètre de 36 pixels qui détecte l'élévation de température produite par l'incidence des photons de rayons X. Il utilise un absorbeur à base de tellurure de mercure et un thermomètre constitué par un semi-conducteur au silicium. Ce dernier est maintenu à une température de -273,1°C (0,05 kelvin) pour permettre la résolution attendue. Le détecteur est maintenu à cette température par un système à deux étages : un réfrigérateur mécanique adiabatique utilisant de l'hélium superfluide et un flacon dewar isolé thermiquement dans lequel est placé le détecteur. La quantité d'hélium contenue ne permet de maintenir la température la plus basse que durant trois ans. Par la suite l'instrument fonctionnera en mode dégradé. Trois filtres amovibles sont utilisés pour observer les objets les plus brillants[6].
- L'imageur de rayons X mous Xtend dispose d'un champ de vue de 38 x 38 minutes d'arc, le plus étendu de tous les télescopes à rayons X jamais construits. Il collecte les photons ayant une énergie comprise entre 0,4 et 13 keV. Le détecteur CCD est maintenu à température de -110°C à l'aide d'un réfrigérateur Stirling à étage unique. L'instrument est équipé d'un circuit ASIC qui permet une lecture du signal en sortie particulièrement efficace avec une consommation électrique réduite. Le détecteur CCD est pratiquement le même que celui mis au point pour le télescope ASTRO-H[7].

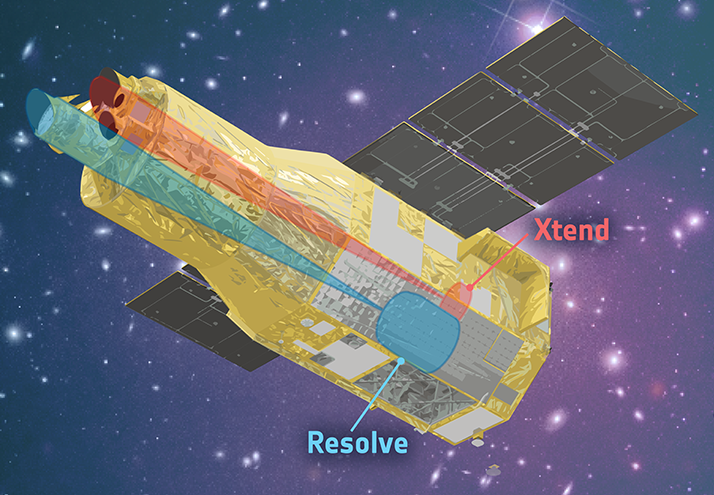
Schéma montrant la position des instruments Resolve et Xtend.

## Déroulement de la mission
XRISM décolle à bord d'un lanceur japonais H-IIA depuis la base de lancement de Tanegashima le 7 septembre 2023 qui emporte également le petit atterrisseur lunaire japonais SLIM. L'engin spatial est placé sur une orbite terrestre basse quasi circulaire de 550 x 500 kilomètres avec une inclinaison orbitale de 31°. Sa période orbitale est de 96 minutes. Son orientation est maintenue avec une précision de 17 secondes d'arc à l'aide de roues de réaction. 
Durant les trois premiers mois, le fonctionnement de l'engin spatial est vérifié puis les instruments sont étalonnés durant 7 mois. Les observations scientifiques peuvent alors débuter. Les demandes d'observation peuvent provenir de la communauté scientifique de l'ensemble de la planète. La mission primaire s'achève trois ans après le lancement avec l'épuisement de l'hélium contenu dans le dewar. La mission pourra être étendue durant 3 ans supplémentaires avec des performances réduites pour le spectromètre Resolve (la température du détecteur ne sera plus maintenue à 0,05 kelvin). 

## Segment terrestre
Les communications avec le sol sont réalisées via les antennes de 24 et 30 mètres de diamètre du centre spatial de Uchinoura dans la préfecture de Kagoshima et de manière secondaire via la station de Katsuura dans la préfecture de Chiba.

### Documents de référence
- (en) JAXA, XRISM Media Kit, JAXA, 2023, 30 p. (lire en ligne) — Dossier de presse de la mission XRISM.